# Arracada

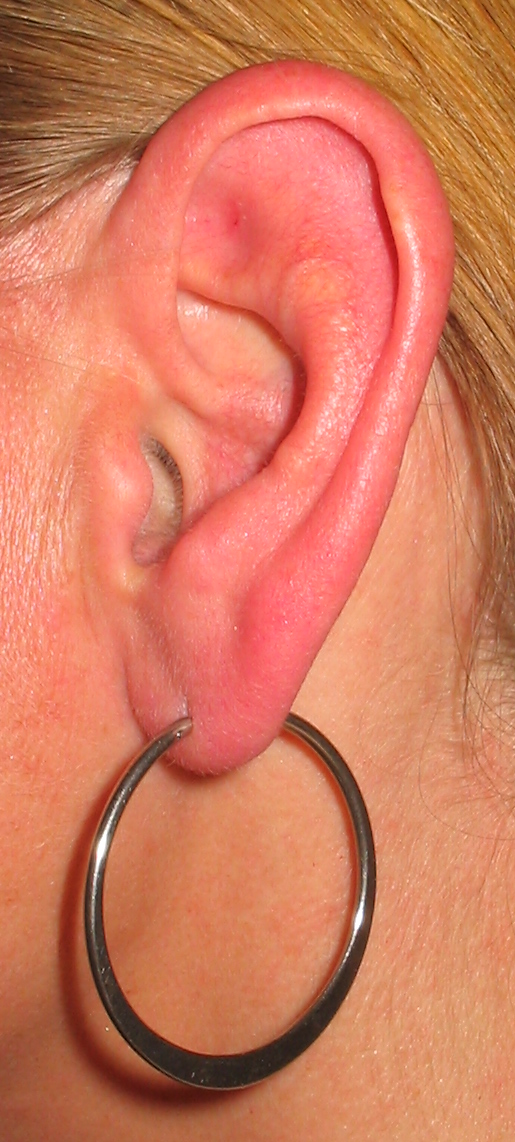
Arracada de plata en forma d'anella

Una arracada o orellal (ant. orellera) o penjant de les orelles és un objecte que serveix per a adornar les orelles. En duen tant homes com dones, si bé fins no fa gaire als països de l'Europa occidental eren un tret distintiu cultural típicament femení i emprat en homes associats a grups socials minoritaris (p.ex: els mariners es posaven una anella a l'orella quan passaven el cap d'Hornos). En el cas masculí, el més habitual és dur-ne sols en una orella, a diferència de les dones, que acostumen a portar-ne a totes dues.
A la part exterior de l'arracada hi ha l'element decoratiu, que es connecta amb la part interior del lòbul de l'orella mitjançant un petit cèrcol, que és subjectat per una rosca o papallona, normalment. Tradicionalment, doncs, s'han inserit mitjançant un forat practicat al lòbul, si bé també n'hi ha que van amb clips, per evitar de foradar l'orella. N'hi ha de diferents tipus, materials i formes. L'essencial, però, és que el material (metall, plàstic, vidre, pedres precioses, etc.) no causi al·lèrgies i irritacions a la pell. També cal tenir en compte la capacitat del lòbul d'aguantar l'arracada sense deformar-se o, fins i tot, esqueixar-se el forat.
Actualment l'ús de les arracades no queda restringit solament al lòbul de les orelles sinó que s'estén la possibilitat de ficar-se'n per tot el cos: en diferents llocs de les orelles, al melic, a les celles, al nas, a la llengua, al llavi, etc., tot i que en aquest cas s'acostumen a anomenar més aviat anelles o cèrcols, més que no pas arracades. Aquesta tècnica és coneguda amb l'anglicisme pírcing.